# قله سونکار
قله سونکار (قزاقی: Сұңқар) یک قله کوه در کشور قزاقستان است.